# Circlip

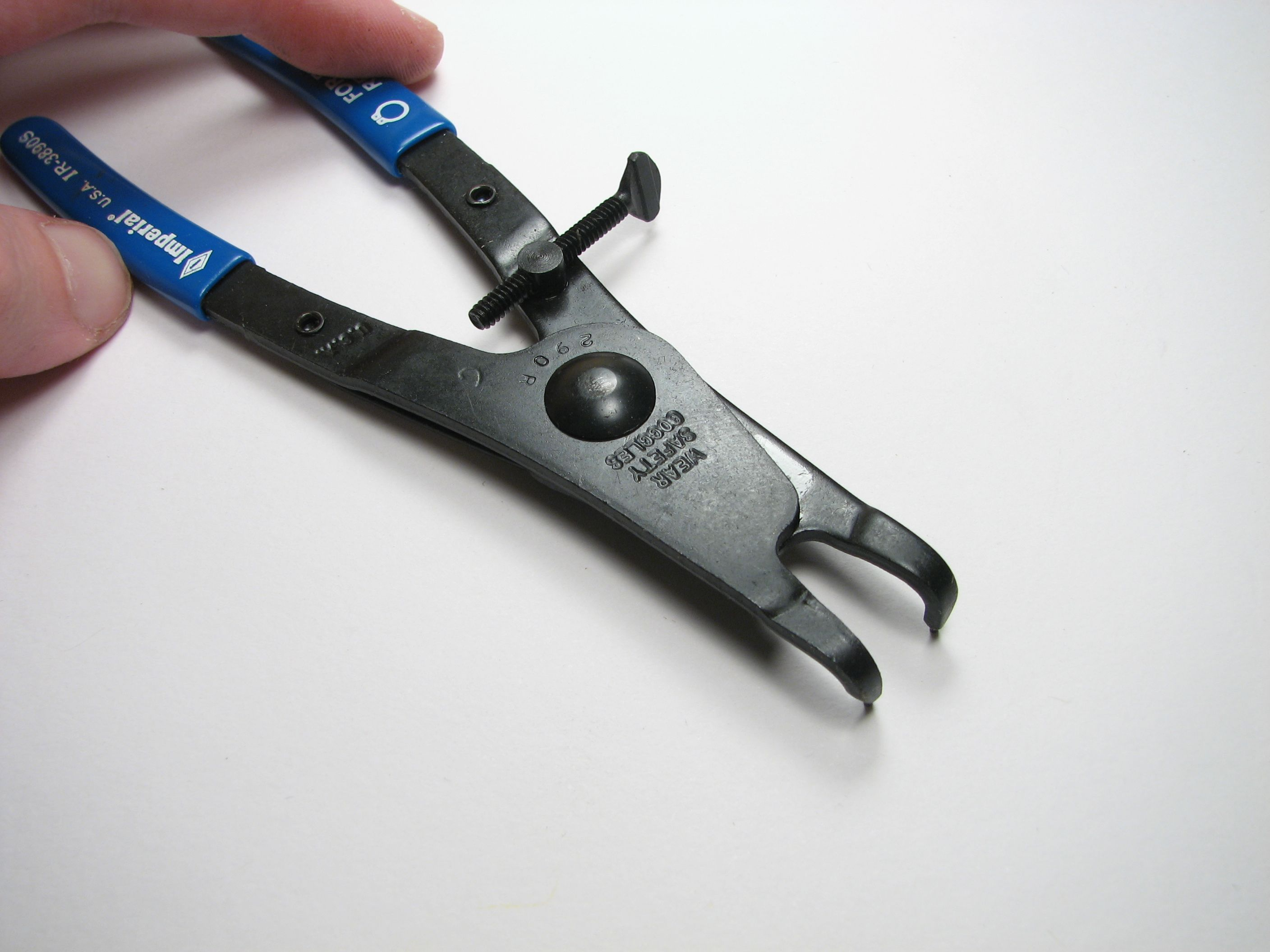
Seegerringtang met gebogen bekken geschikt voor uitwendige circlips

Een circlip of seegerring is een soort verenstalen borgring die in de verbindingstechniek wordt toegepast voor het axiaal fixeren van machineonderdelen.
Er zijn circlips voor uitwendige en voor inwendige toepassing. Bij de uitwendig gebruikte seegerringen staan de uiteinden naar buiten, ze worden gebruikt om onderdelen op assen in positie te houden. Voor het fixeren van onderdelen in een boring, zoals een lager in een naaf, worden inwendige seegerringen toegepast, de uiteinden van deze borgringen wijzen naar binnen.
De circlips worden bevestigd in een groef die aangebracht is in de as of naaf. Voor montage en demontage wordt gebruikgemaakt van een speciale tang, de seegerringtang. Deze kan voorzien zijn van rechte of gebogen bekken. Bij uitwendige seegerringen worden tangen gebruikt waarvan de bekken bij het inknijpen uit elkaar gaan, bij tangen voor inwendige circlips gaan de bekken bij gebruik naar elkaar toe. Er bestaan ook tangen met verwisselbare bekken, die toegepast kunnen worden bij zowel inwendige als uitwendige borgringen.

## E-clip
Een vergelijkbaar type borgclip is de E-clip. Deze mist echter de gaatjes waarmee de tang de ring kan openen.

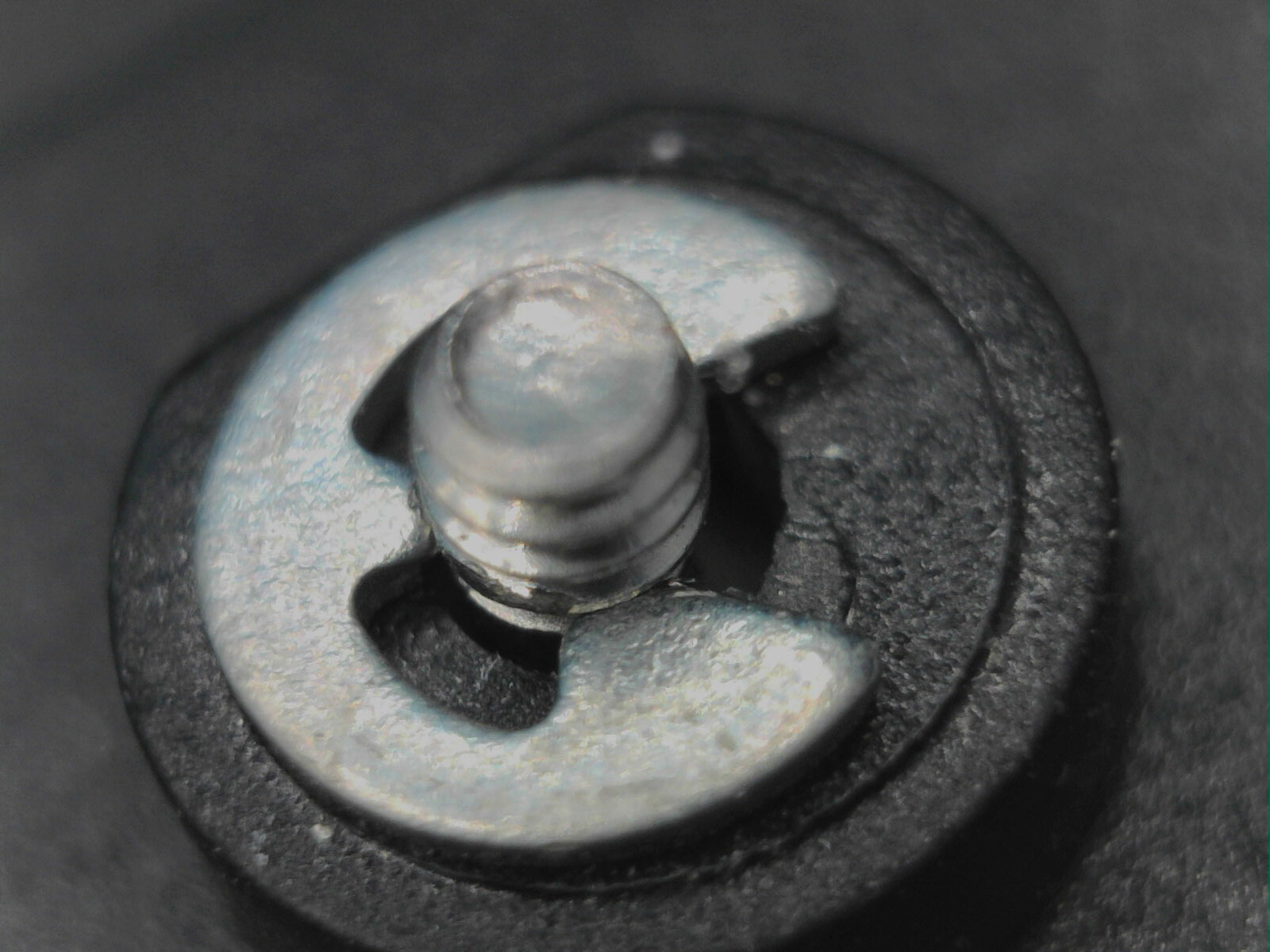
E-clip